# Ной-Позерін
Ной-Позерін (нім. Neu Poserin) — громада в Німеччині, розташована в землі Мекленбург-Передня Померанія. Входить до складу району Людвігслуст-Пархім. Складова частина об'єднання громад Гольдберг-Мільденіц.
Площа — 47,34 км2. Населення становить 502 ос. (станом на 31 грудня 2020).

## Галерея

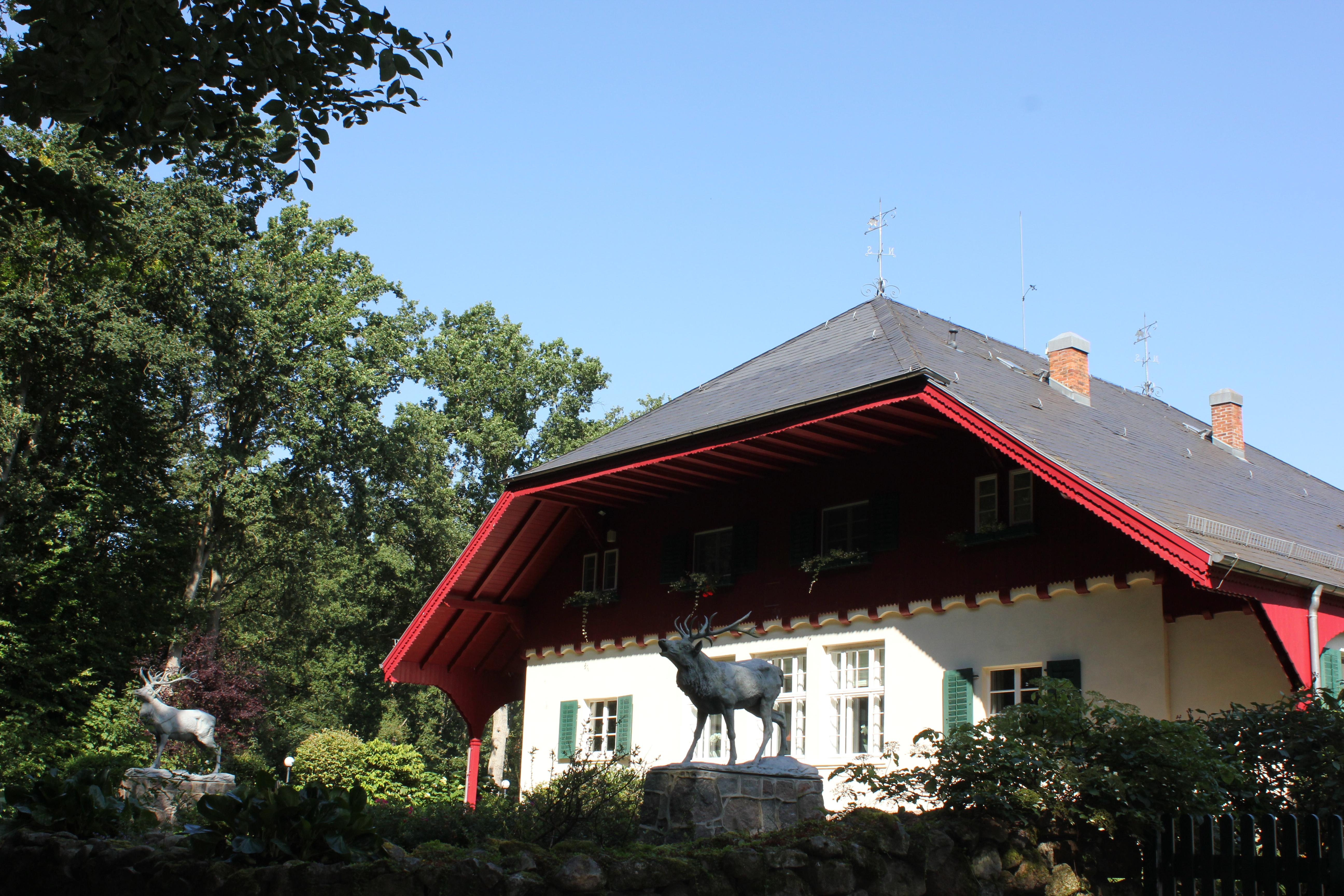
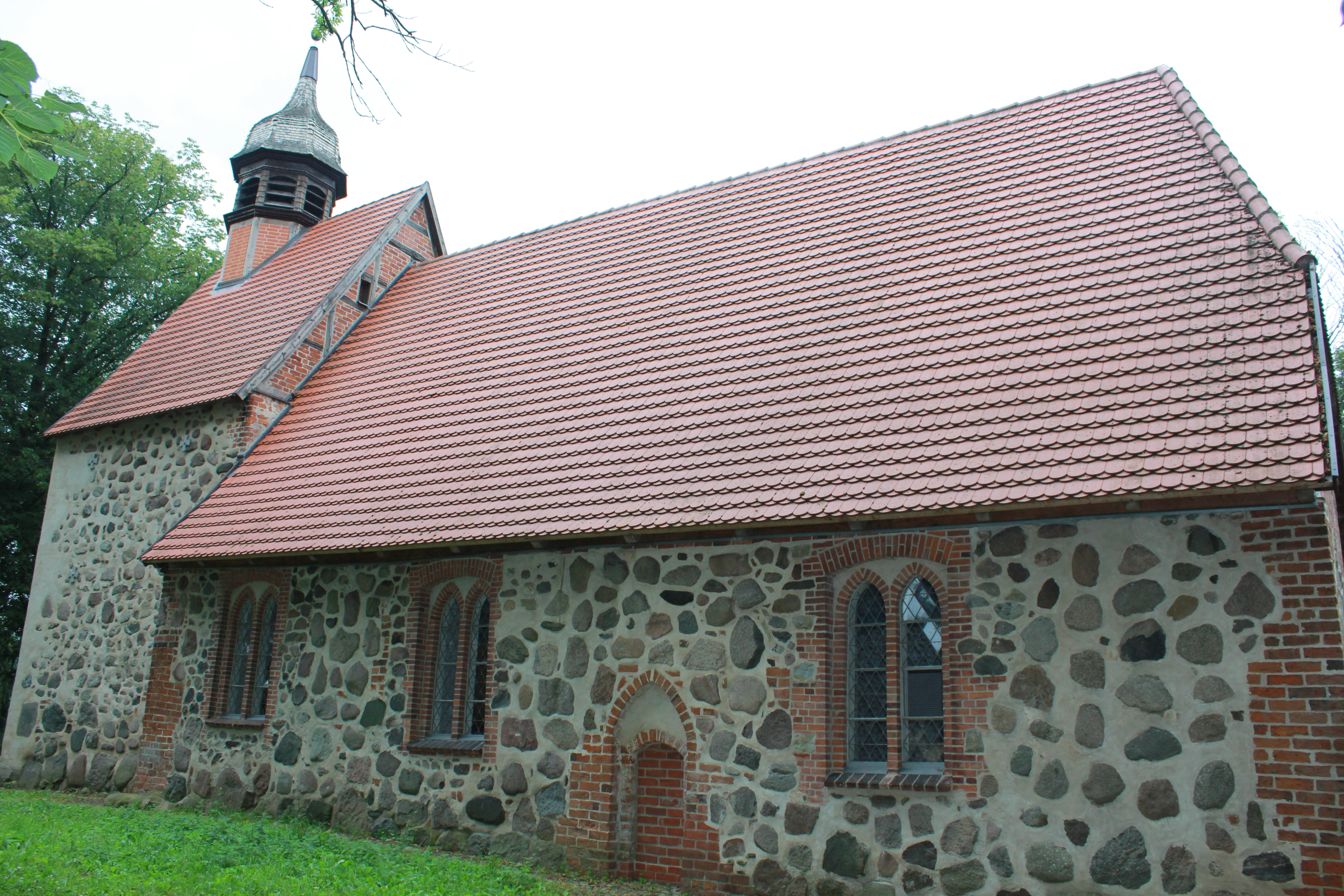